# Piedratajada
Piedratajada là một đô thị ở tỉnh Zaragoza, Aragon, Tây Ban Nha. Theo điều tra dân số 2004 của Viện thống kê Tây Ban Nha (INE), đô thị này có dân số là 168 người. Diện tích đô thị này là 22 ki-lô-mét vuông. Đô thị này nằm ở độ cao 423 m trên mực nước biển.

## Biến động dân số
Số liệu dân cư của Piedratajada từ 1842 đến năm2001:
| Biến động dân số của Piedratajada từ năm 1842 đến năm |      |      |      |      |      |      |      |      |      |      |      |      |      |      |          |
| 1842                                                  | 1877 | 1887 | 1897 | 1900 | 1910 | 1920 | 1930 | 1940 | 1950 | 1960 | 1970 | 1981 | 1991 | 2001 |          |
| 201                                                   | 480  | 494  | 421  | 454  | 556  | 595  | 685  | 849  | 722  | 656  | 533  | 315  | 231  | 151  | {{{33}}} |